# Bustiello (Mieres)
Bustiello es un poblado minero perteneciente al concejo asturiano de Mieres. Es uno de los ejemplos mejor plasmados de paternalismo industrial de España y refleja el esplendor de la política social de las empresas hulleras de la época. Fue declarado Bien de Interés Cultural en 2017, extendiéndose la declaración a los cercanos Cuarteles de Santa Bárbara.

## Historia

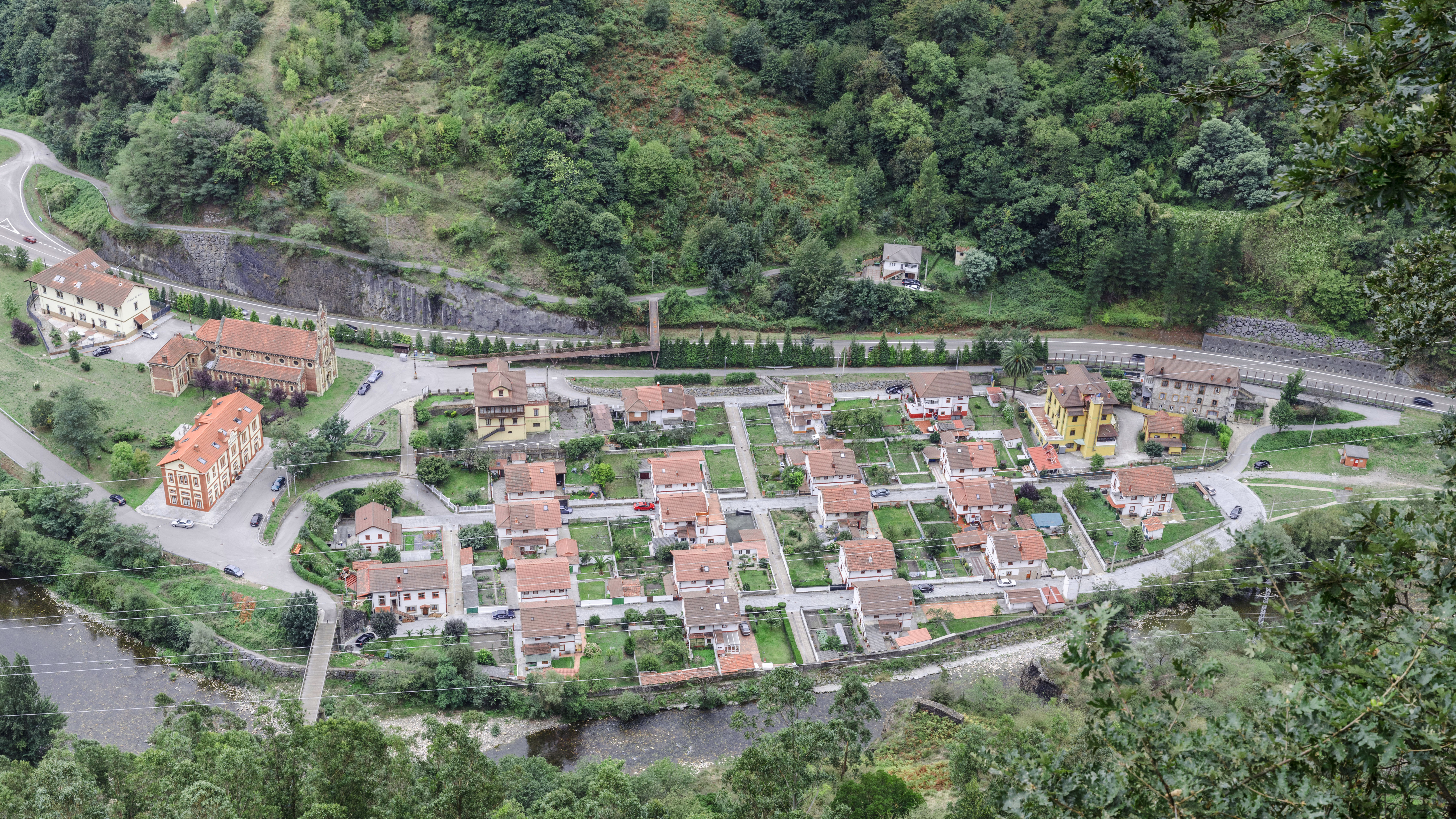
Vista aérea de Bustiello

La idea de la colonia minera de Bustiello partió del Marqués de Comillas (Claudio López Bru, propietario de Sociedad Hullera de España), de profundas creencias religiosas, el cual deseaba atender a la llamada que el Papa León XIII hacía en su encíclica Rerum Novarum sobre las necesidades de los obreros. 
Esta actividad se conoce como paternalismo industrial y consiste en facilitar medios que los responsables y dueños de las industrias ponen al servicio de sus trabajadores para mejorar su calidad de vida y, por tanto, de trabajo y productividad evitando a su vez comportamientos que no beneficien a la empresa. 
La construcción fue dirigida por la Sociedad Hullera Española y el poblado fue diseñado por el director de las Minas de Aller, el francés Félix Parent, en colaboración con el ingeniero de minas José Revilla Haya y siguiendo el modelo de las viviendas de Mulhouse, premiadas en la Exposición de París en 1867.
La construcción de Bustiello, en el corazón de las Cuencas Mineras asturianas, comienza en 1890 y hasta 1906, articulándose en tres niveles jerarquizados: las viviendas para los mineros y sus familias (con un pequeño espacio para huerto), las casas para ingenieros (más amplias y con balcones y miradores), y finalmente en un nivel más elevado los edificios públicos. Estos últimos tuvieron varios usos: iglesia, casino obrero del Círculo Católico, escuelas para niños y niñas, sanatorio (al otro lado del río para aislarlo del poblado), farmacia, economato (mercado de abastos), teatro, cine y campo de fútbol. El edificio del Círculo Obrero Católico, proyectado y construido por José Revilla Haya, de gran valor ético y social, fue inaugurado en 1895. El ingeniero se inspiró en los Círculos Obreros franceses para construir un espacio de ocio destinado a los mineros. La iglesia de San Claudio es de 1890-1894 se inspira en el estilo neorrománico y neogótico, aunque bebiendo también del modernismo catalán.

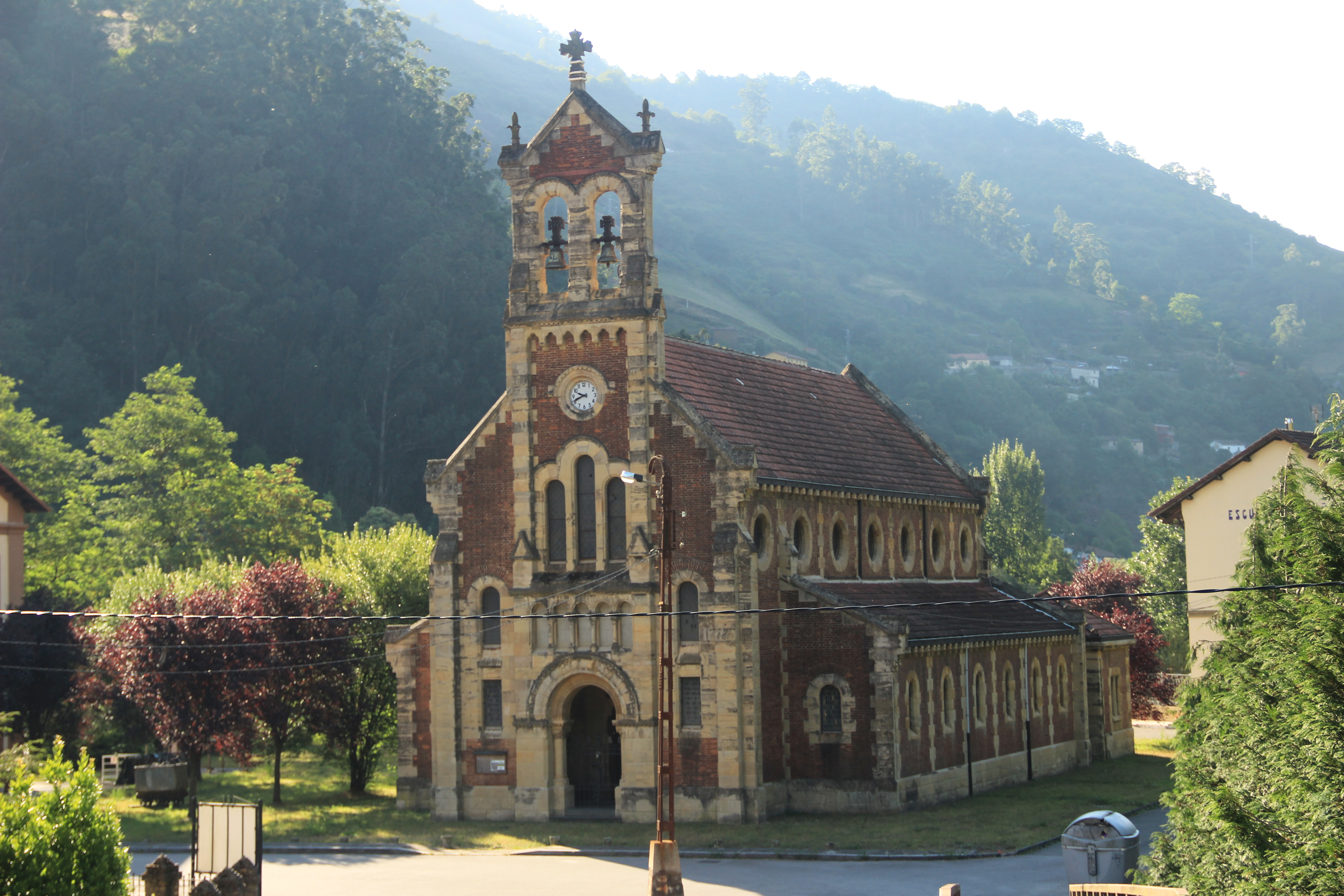
Iglesia de San Claudio

Actualmente tiene un centro de interpretación para mostrar al visitante el rico patrimonio industrial de la zona, a la que se suma la arquitectura modernista catalana y elementos tradicionales asturianos. Conserva casi todas sus características originales gracias a la rehabilitación llevada a cabo por la Escuela Taller de Arqueología Industrial. En la misma parroquia de Santa Cruz se encuentran los cuarteles obreros de Santa Bárbara, de 1918, promovidos también por Sociedad Hullera de España, incluidas en la declaración BIC.